# Keleti sémi nyelvek
A keleti sémi nyelvek a sémi nyelvek mind földrajzilag, mind nyelvileg egyik legjobban megragadható, a másik két nagy csoportjától – a nyugati és a déli sémi nyelvektől markánsan elkülönülő ága. Jelenlegi ismereteink szerint két kihalt nyelv tartozik ide, az egész Közel-Keleten óriási jelentőséggel bíró akkád és a helyi jelentőségű, de nyelvészetileg igen fontos eblai.
Mindkét nyelv a sumér ékírást vette át, majd igazította saját igényeihez, szintén a sumér hatott nyelvszerkezetére, szókincsére is.

## Jellegzetességei
Legfontosabb hangtani jellegzetessége – mely a többi sémi nyelvtől markánsan elkülöníti – a sémi nyelvészetben torokhangzóknak hívott mássalhangzók (álef, hé, chet, ajin, ghajin) eltűnése és e hangzóba való összevonása:
- *baʿal > akk. bél úr
- *haykal > akk. ekallu(m) palota, templom (sum. É.GAL).